# 高昌樂
高昌乐源自西域古国高昌的音乐舞蹈，曾是唐朝十部乐的组成部分，又作 “高昌伎”。
高昌国位于今新疆吐鲁番盆地。在西魏宇文泰时，通过丝绸之路传入中原。隋炀帝大业六年（610年）高昌献《圣明乐》，没有进入七部乐和九部乐。。唐太宗贞观十四年（640年）侯君集灭高昌国，高昌乐入十部乐。樂器有箜篌、琵琶、五弦琵琶、铜角、橫笛、簫、篳篥、答腊鼓、腰鼓、鸡娄鼓、羯鼓。